# Irisbus Agora L Trolley
L'Irisbus Citybus 24-25tr est un trolleybus dérivé de la gamme des autobus Renault Agora L.

## Histoire
Les premiers autobus Agora, en version 12 et articulé 18 mètres ont été livrés à partir de 1996 et sera le dernier véhicule de transport de personnes fabriqué par Renault en 2000 (Irisbus continuera la production jusqu'en 2005).
L'Agora Long (ou Agora L) est un bus articulé de 18 mètres de long, comportant 2 portes dans le premier module et 1 ou 2 portes dans le second module, soit au total 3 ou 4 portes. Il fait son apparition en 1996. Comme le modèle standard, une version GNV est elle aussi disponible. L’Irisbus Citelis 18 lui succèdera en 2005.

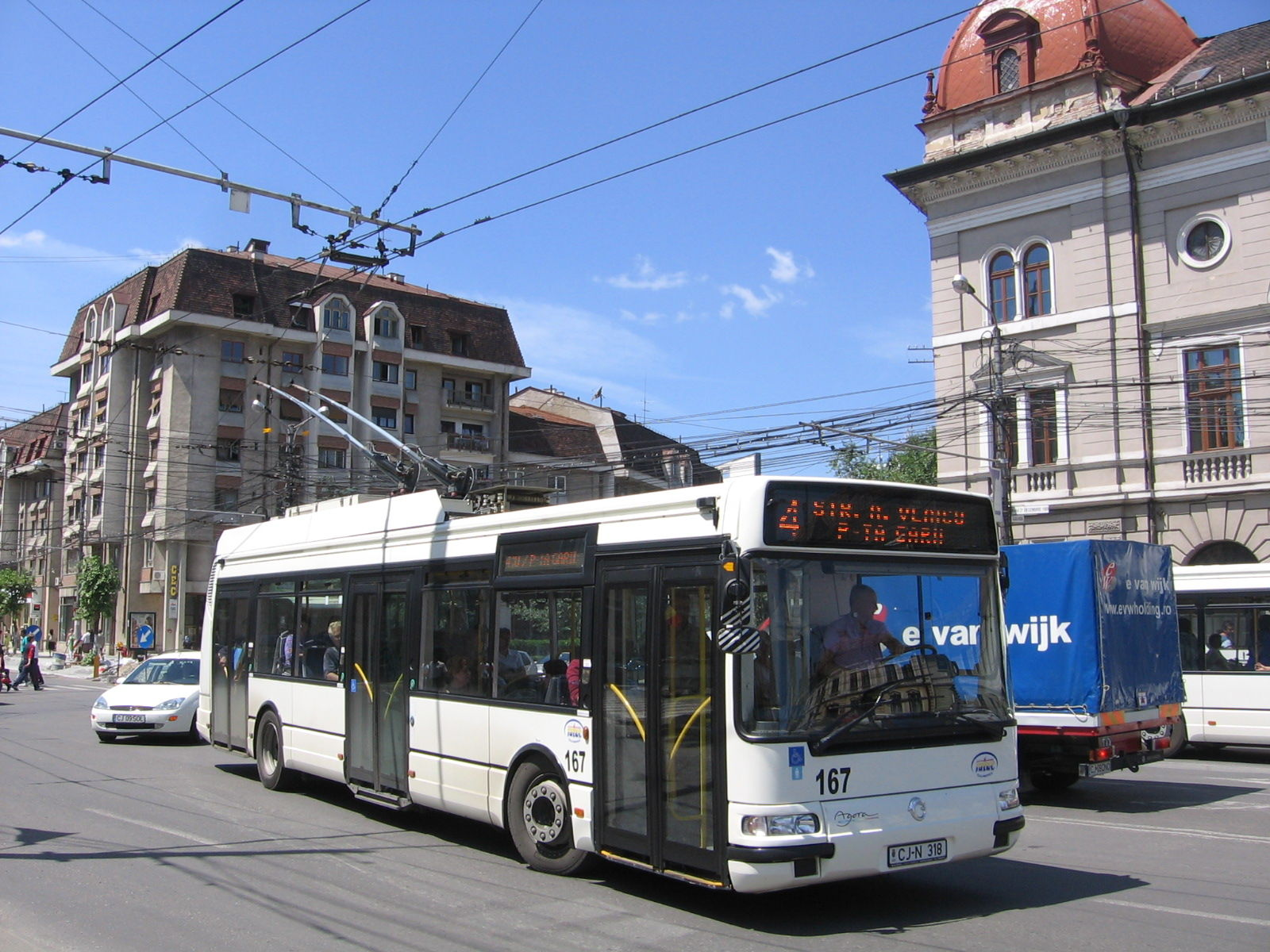
Irisbus Agora S Trolley sur le Réseau RATUC de Cluj-Napoca

Les deux versions trolleybus, Agora 24tr et 25tr ont été produites sous les marques Irisbus et Skoda. À partir de 2001, après la reprise complète de Irisbus par Iveco, le modèle sera fabriqué en version 12 et 18 mètres. Le moteur diesel de complément est un Iveco
Il a été produit surtout pour la ville de Cluj-Napoca, en Roumanie, avec l'aide des firmes roumaines Skoda et Astra Bus. Il y a 26 Agora S Trolley et 16 Irisbus Agora L Trolley en service à Cluj-Napoca, d'autres circulent à Brno. Les trolleybus sous la marque Skoda ont été diffusés dans la plupart des grandes villes des anciens pays de l'Est équipées de lignes de trolleybus.

## Curiosité
En 2010, la ville de Cluj-Napoca en Roumanie a racheté 15 Agora L d'occasion à la RATP, qui étaient affectés à la ligne "Roissybus". Ces véhicules étaient trop kilométrés et configurés pour des trajets surtout sur autoroute, donc pas pour faire de l'urbain, la ville de Cluj-Napoca a lancé un appel d'offres pour transformer ces véhicules diesel en trolleybus. C'est Astra Bus, une filiale d'Irisbus en Roumanie, qui l'a remporté, elle était d'ailleurs la seule à y répondre.
L'opération s'est avérée largement rentable : entre le coût d'acquisition des véhicules qui s'élève a 10,000 euros et le coût de leur transformation, le bilan est 55% inférieur à celui du coût d'achat d'un trolleybus neuf. Le coût pour chaque véhicule s'élève à 233,000 euros. La valeur totale du contrat s'élève à 3,5 millions d'euros pour la compagnie roumaine RATUC. La durée de vie prévue après la transformation est de 15 ans.
L'équipement électronique a été fourni par le roumain Icpe SAERP, avec qui Astra Bus travaille régulièrement. Contrairement à d'habitude, Astra Bus n'a pas pris de moteur UMEB, car ce dernier ne propose pas de moteur de 240 kW. C'est TSA (Traktionssysteme Austria), le même fabricant qui équipe également les Swisstrolley 3 de chez HESS, qui a fourni le moteur.
Ces trolleybus bénéficient d'un équipement pléthorique : 7 caméras vidéo intérieures et extérieures, ordinateur de bord, girouette électronique, affichage électronique à l'intérieur, climatisation et un système de rampe pour l'accès des handicapés...
De plus la consommation électrique diminue de 40% par rapport aux anciens trolleybus articulés.
La compagnie a récemment fait reconfigurer 2 nouveaux trolleybus.